# Leggerezza e castigo
Leggerezza e castigo è un film muto italiano del 1918 diretto da Gero Zambuto.